# Дурвелжин
Дурвелжин (монг. Дөрвөлжин) — сомон аймака Завхан в западной части Монголии. Численность населения по данным 2010 года составила 1 832 человека.
Центр сомона — посёлок Буга, расположенный в 143 километрах от административного центра аймака — города Улиастай и в 1127 километрах от столицы страны — Улан-Батора.

## География
Сомон расположен в западной части Монголии. Граничит с соседними сомонами Алдархаан, Завханмандал, Ургамал, Эрдэнэхайрхан и Яруу, а также с соседними аймаками Говь-Алтай, Увс и Ховд. Юго-западная граница сомона проходит по берегу крупного слабосолёного озера Дурген-Нуур. На территории Дурвелжина располагаются горы Их Буурал, Айраг, Аргалын Хар, протекает река Завхан.
Из полезных ископаемых в сомоне встречаются плавиковый шпат, строительное сырьё.

## Климат
Климат резко континентальный. Средняя температура января -20 градусов, июля +25 градусов.

## Инфраструктура
В сомоне есть школа, больница, торговые и культурные центры.